# Пиняшко Василь Ілліч
Пиняшко Василь Ілліч (нар. 2 лютого 1992, Ужгород, Закарпатська область, Україна) — український футболіст, лівий вінгер.

## Біографія
Спершу захопився футболом в дитячі роки і здобував ази гри в місцевій, шкільній секції. Пізніше, як здібний юнак-футболіст, перебрався в СДЮШОР Ужгород, за який виступав й навчався до 2009 року.
У 2009 році став гравцем прем'єрлігового «Закарпаття», проте грав виключно за молодіжну команду, провівши 12 офіційних гри за сезон.
Паралельно з тим, в 2009 та 2016 роках, він був заявлений і до обласного турніру, в складі двох клубів: команди містечка Середнє  «Середнє» та за ужгородський «Ужгород» . У чемпіонаті Закарпатської області Василь Пиняшко провів близько 70 офіційних ігор.
Крім того Василь ще встигав грати і за межами України — граючи за словацький клуб «Собранце» Собранці.
З 2017 року виступає за аматорський клуб «Минай». З 2018 року, разом з командою, набув професійного статусу, адже минайці стартували в турнірі ФФУ, зокрема в Другій лізі першості України з футболу.

## Досягнення
Потрапивши до команди «Минай», Василь Пиняшко щороку прогресував, як у грі, так і в здобутті футбольних трофеїв:
- Чемпіонат України серед аматорів
  - 1 місце, група 1: 2018
- Чемпіонат Закарпатської області
  - Чемпіон: 2017
- Кубок Закарпатської області
  - Володар: 2017, 2018
- Суперкубок Закарпатської області
  - Володар: 2017.